# Svenska serien i ishockey 1938/39
Die Saison 1938/39 war die vierte Spielzeit der Svenska serien i ishockey, der höchsten schwedischen Eishockeyspielklasse. Meister wurde Hammarby IF.

## Modus
In der Hauptrunde absolvierte jeder der acht Mannschaften insgesamt sieben Spiele. Der Erstplatzierte der Hauptrunde wurde Meister. Für einen Sieg erhielt jede Mannschaft zwei Punkte, bei einem Unentschieden gab es einen Punkt und bei einer Niederlage null Punkte.

## Hauptrunde
|    | Klub          | Sp | S | U | N | T  | GT | Punkte |
| -- | ------------- | -- | - | - | - | -- | -- | ------ |
| 1. | Hammarby IF   | 7  | 7 | 0 | 0 | 20 | 3  | 14     |
| 2. | IK Göta       | 7  | 4 | 2 | 1 | 9  | 9  | 10     |
| 3. | Karlbergs BK  | 7  | 4 | 1 | 2 | 14 | 9  | 9      |
| 4. | AIK Solna     | 7  | 4 | 0 | 3 | 19 | 10 | 8      |
| 5. | Södertälje IF | 7  | 3 | 0 | 4 | 11 | 12 | 6      |
| 6. | IK Sture      | 7  | 2 | 0 | 5 | 6  | 14 | 4      |
| 7. | Nacka SK      | 7  | 1 | 1 | 5 | 9  | 23 | 3      |
| 8. | Södertälje SK | 7  | 0 | 2 | 5 | 7  | 15 | 2      |

Sp = Spiele, S = Siege, U = Unentschieden, N = Niederlagen